# Časová smyčka (Hvězdná brána)
Časová smyčka je 6. epizoda 4. řady sci-fi seriálu Hvězdná brána.

## Děj epizody
Při misi na P4X-639, planetu, na které je silná sluneční aktivita, se SG-1 setkává s cizím archeologem jménem Malikai. Malikai zkoumá záhadné zařízení s cizími nápisy, které se podobá jakémusi oltáři s kamennou klávesnicí. Při jedné geomagnetické bouři se aktivuje Hvězdná brána současně na planetě a na Zemi. Modrý blesk zasahuje Malikaie, plukovníka O'Neilla a Teal'ca. O chvilku později se O'Neill objevuje v jídelně SGC uprostřed snídaně v rozhovoru s Dr. Danielem Jacksonem a Samantou Carterovou, kteří tvrdí, že o planetě nic nevědí. O'Neill a Teal'c později zjistí, že si jako jediní pamatují průběh událostí. Oba jsou vyšetřeni, ale jsou úplně zdraví. Zatímco události v SGC se stále opakují, Daniel dělá první pokrok v překladu nápisů na snímcích kamenného oltáře. SG-1 se vrací na planetu, kde Malikai spustil zařízení, avšak O'Neill se ocitá zpět na snídani aniž by se jim podařilo zařízení deaktivovat. Mezitím, se Daniel pokouší o překlad nápisů na oltáři, ale jeho paměť je vždy spolu se všemi ostatními resetována, a zřejmě nedokáže všechno přeložit během několika hodinové časové smyčky. Nakonec, si O'Neill a Teal'c uvědomí, že jediné řešení je naučit a pamatovat si cizí jazyk sami. Po několika "časových smyčkách" výuky, udělá Daniel poznámku, o činech nezpůsobujícím žádné důsledky, které inspirují O'Neilla učit se hrnčířství a jezdit na kole po vojenské základně. V jiné časové smyčce, O'Neill a Teal'c hrají golf skrze Hvězdnou bránu. Před koncem jedné smyčky, O'Neill dává Hammondovi svou rezignaci, popadne Carterovou a políbí ji.
Po třech měsících se podaří Danielovi dokončit překlady a rekonstruovat planetární historii; Antikové se pokusili uniknout záhadnému moru sestavením časového stroje, ale nikdy jej nedokončili a nepracuje tedy správně. SG-1 se opět vrací na planetu, kde se dozví o smrti Malikaiovy ženy, kterou chce Malikai navštívit v minulosti za pomoci časového stroje. O'Neillova zkušenost se smrtí vlastního syna přesvědčuje Malikaie, aby zařízení vypnul.